# El Tajín
El Tajín je archeologická lokalita z předkolumbovské doby, nacházející se na pobřeží Mexického zálivu v blízkosti města Papantla ve státě Veracruz v Mexiku. Lokalita byla osídlena v období mezi 4. a 13. století. Největší rozkvět je vymezen do období mezi roky 600 a 900, během této doby byly postaveny četné chrámy, paláce a pyramidy. Okolo roku 1230 bylo opuštěno a částečně pobořeno. Od této doby až do svého znovuobjevení v roce 1785 neměli Evropané tušení o jeho existenci. El Tajín byl pro svůj kulturním význam a architekturu v roce 1992 zařazen mezi kulturní památky světového dědictví UNESCO. Název El Tajín pravděpodobně vychází z jazyka Totonaků, ve které znamená „místo blesků“. Město je jedním z nejdůležitějších míst v Mexiku a nejdůležitější ve státě Veracruz.

## Lokalizace
El Tajín se nachází severně od přístavního města Veracruz. Nachází se v blízkosti řeky Tecolutla v nízkých horách, které se táhnou mezi mnohem vyšším pohořím Sierra Madre Oriental a pobřežím Mexického zálivu. El Tajín byl okrajovým severovýchodním bodem kulturního prostoru Mezoameriky.
Areál El Tajínu je ohraničen 2 vodními toky (Tlahuanapa Arroyo a Tecolutla). Většina budov jsou na jižním konci, kde je rovinatý povrch. Okolní oblast je porostlá deštným pralesem, panuje zde horké vlhké klima s hurikány, které bývají od června do října. Průměrná roční teplota je 35 °C. Město je také ovlivněno meteorologickým jevem zvaným „viento norte“. Jedná se o studené fronty s větry, které přicházejí v zimním období ze severu a pokračují dolů do Tamaulipas a pobřeží Veracruz.

## Hlavní památky, popis lokality
Lokalitu lze rozdělit do 5 oddělených částí - Grupo Arroyo, Centrální část, La Gran Xicalcoliuhqui, Tajín Chico a Sloupovou skupinu.
- vstup a muzeum - vstup do areálu se nachází na jižním konci. Když bylo město zapsáno do seznamu světového kulturního dědictví UNESCO v roce 1992, byly zde zařízeny kavárny, informační služby, park, správní úřad a muzeum. Muzeum je rozděleno do dvou částí: uzavřený vnitřní prostor a zastřešená venkovní plocha, kde jsou k vidění úlomky velkých kamenných soch. Uzavřený prostor je určen pro menší objekty, které byly nalezeny v průběhu let, kdy bylo místo zkoumáno.
- skupina Arroyo - název Arroyo (španělsky „potok“) je odvozen z toho, že tuto část obklopují dva vodní toky ze tří stran. Tato zóna je jednou z nejstarších částí města, a je více než 8000 m² velká. Je lemována čtyřmi vysokými budovami. Na rozdíl od zbytku města, tyto čtyři budovy jsou jednotné na výšku a téměř symetrické. Ve srovnání s ostatními stavbami v areálu jsou zdejší pyramidy z hlediska výstavby jednoduché.
- Výklenková pyramida - dominantní stavba celého El Tajínu. Pyramida má více možných pojmenování (Výklenková pyramida, Pyramida sedmi příběhů, Papantlaská pyramida či El Tajín).
- Tajín Chico - nachází se severozápadně od centrální části komplexu. Jedná se o rozlehlou akropoli složenou z četných palaců a dalších světských staveb.
- Hřiště míčových her - v celém archeologickém komplexu a v jeho okolí existuje 17 hřišť míčových her.[4]

## Fotogalerie

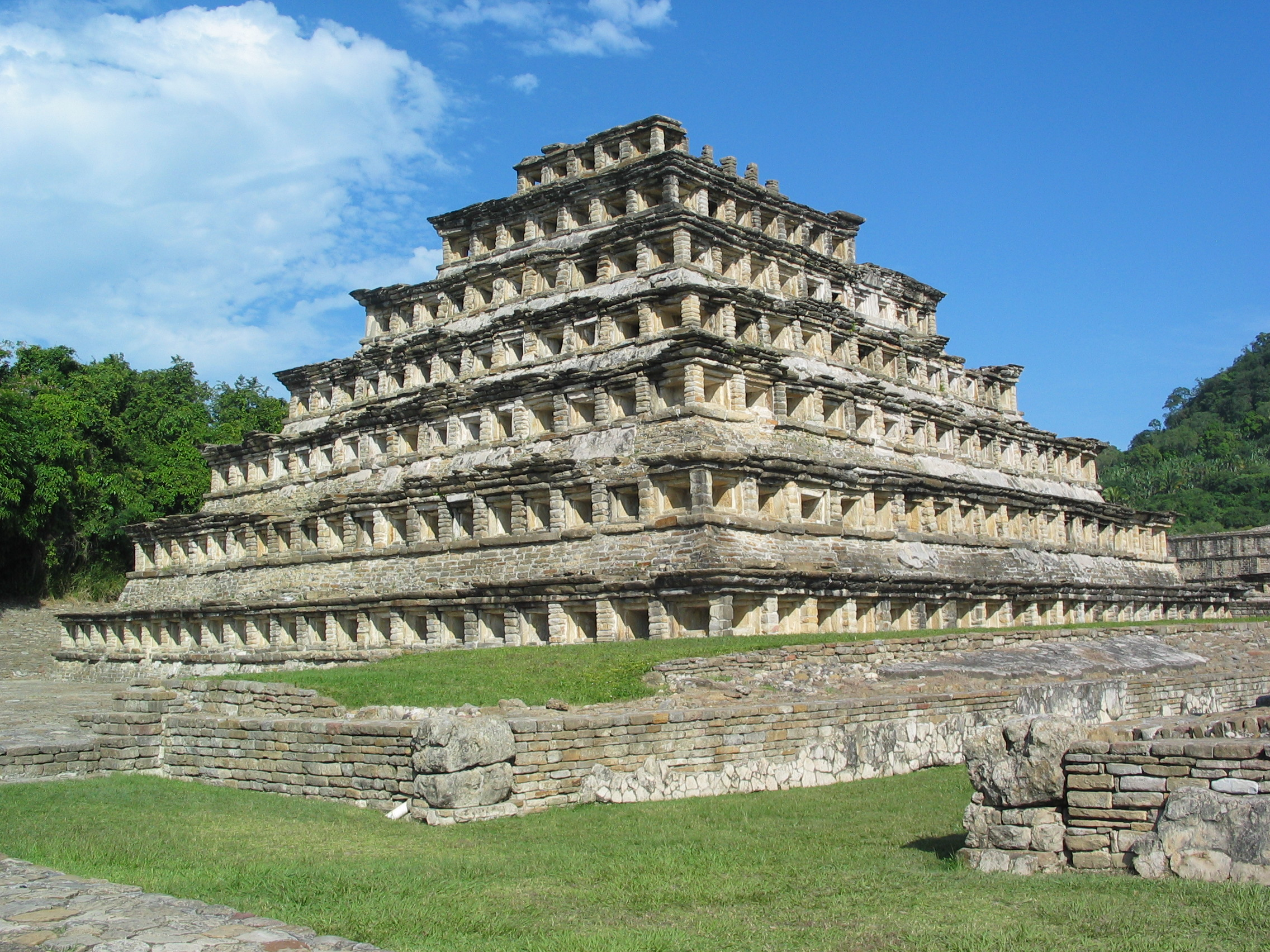
Výklenková pyramida
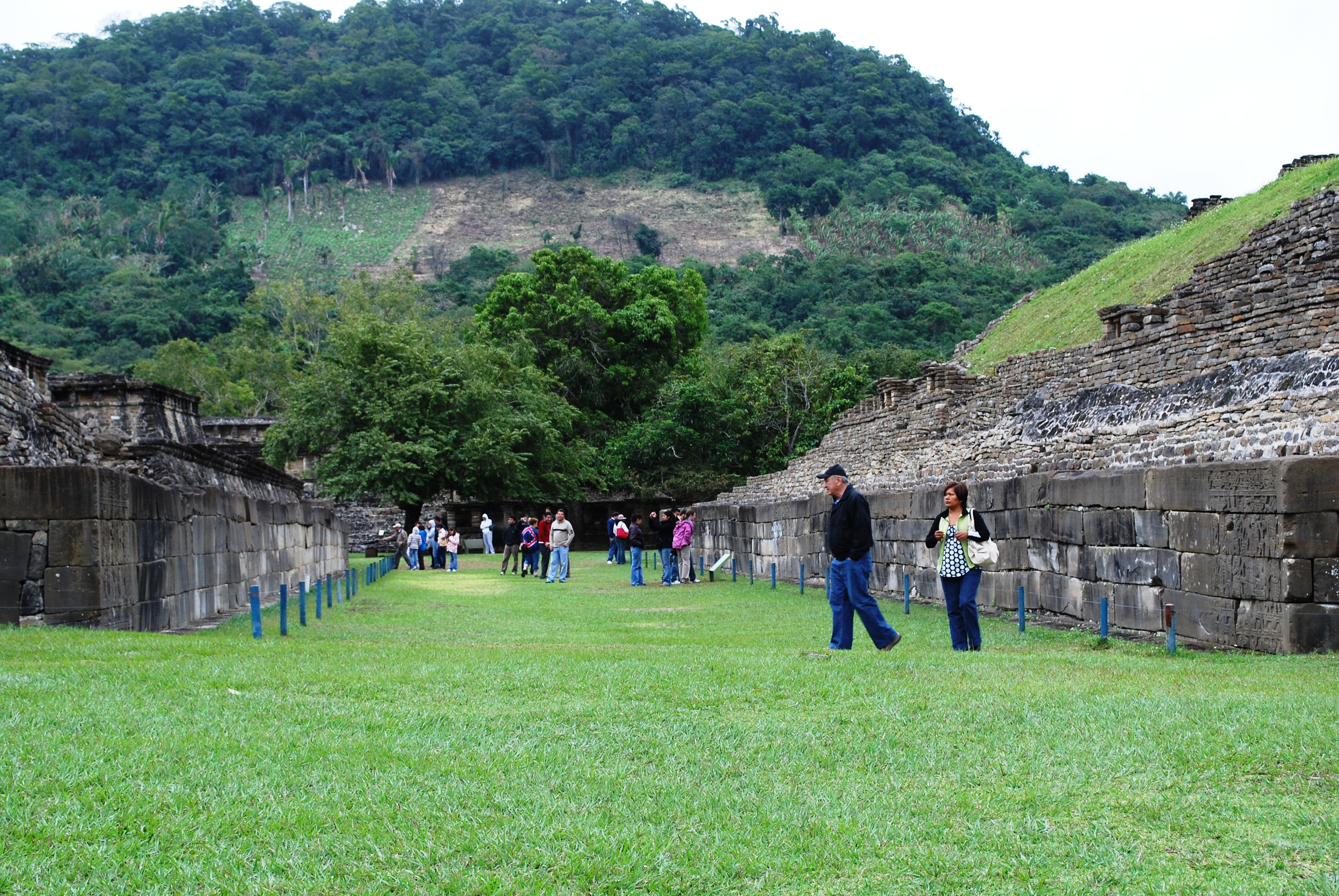
jedno ze zdejších hřišť
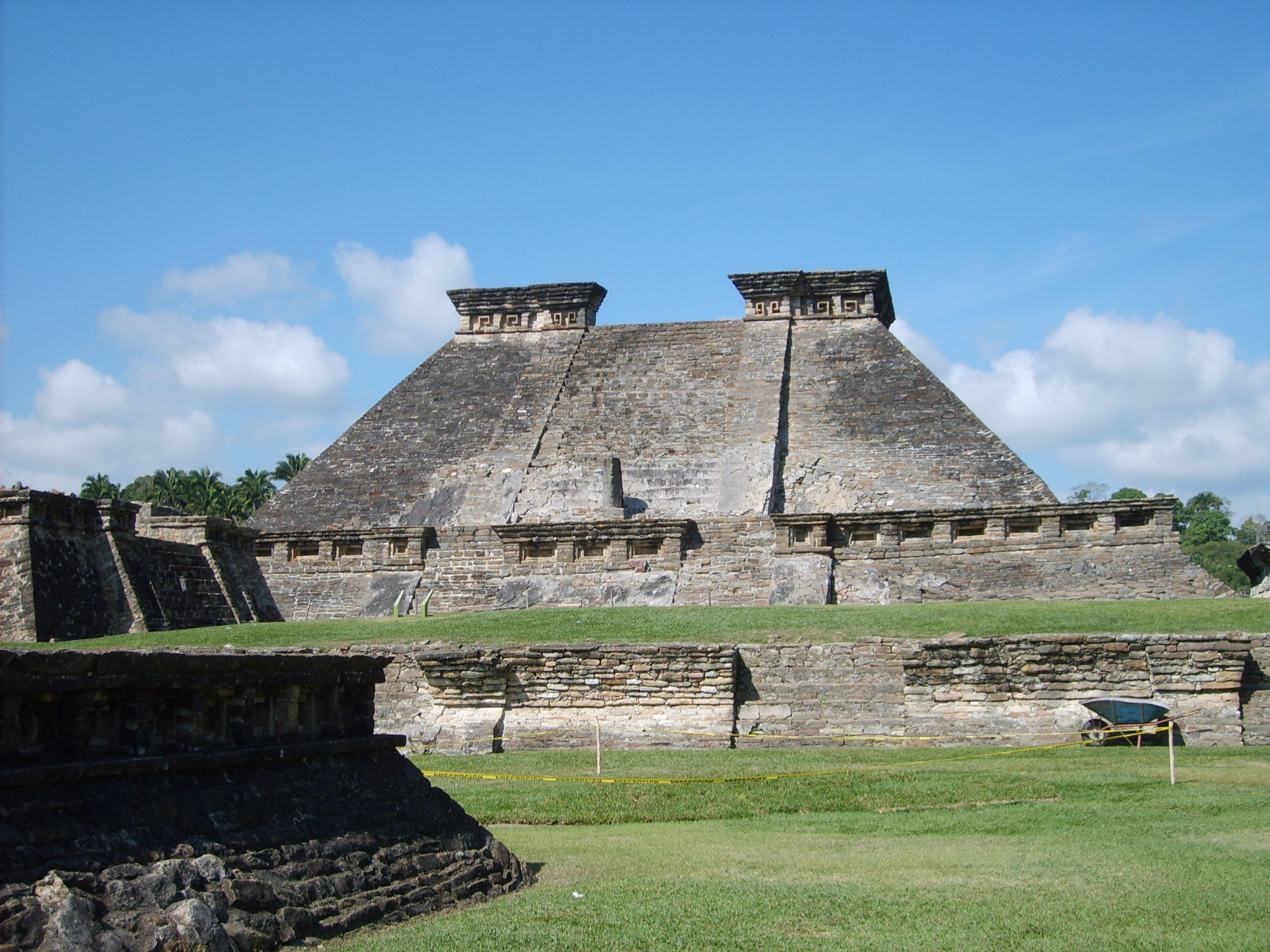
budova č.5
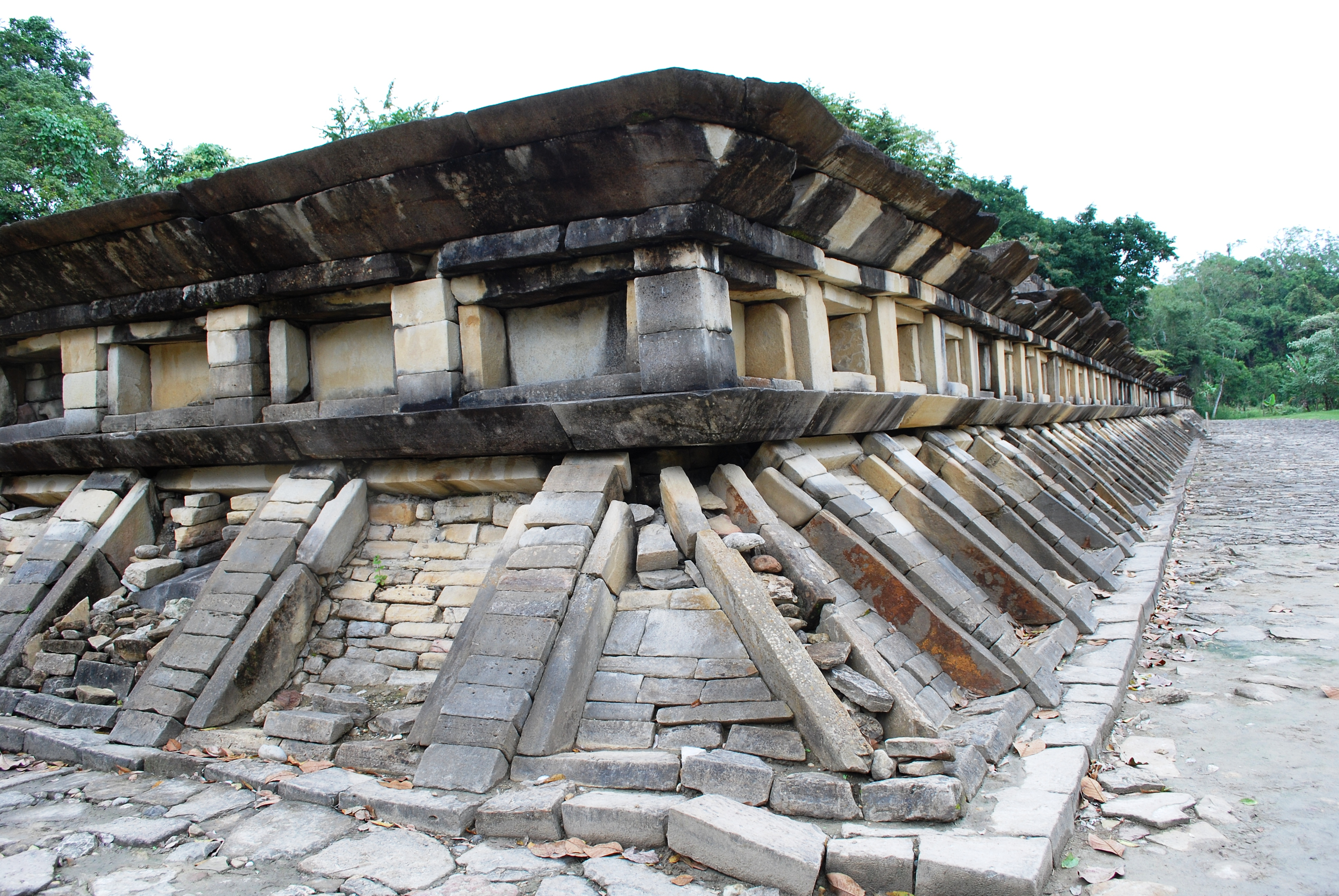
La Gran Xicalcoliuhqui